# USS LST-1126
O USS LST-1126 foi um navio de guerra norte-americano da classe LST que operou durante a Segunda Guerra Mundial.